# Конвей, Дэвид
Дэвид Конвей (англ. David Conway, род. 1947[…]) — британский учёный-философ, написавший несколько книг по философии и политике. Его описывают как «классического либерала, который считает, что нации необходимы». 
Конвей вырос в Лондоне, изучал философию на бакалавриате Кембриджского университета в 1960-х годах, а затем получил докторскую степень по философии в Университетском колледже Лондона. Он преподавал в Университете Миддлсекса более тридцати лет, где был профессором философии. Впоследствии он работал в Рохамптонском университете старшим научным сотрудником в области теологии и религиоведения. Затем Конвей работал старшим научным сотрудником в CIVITAS, независимом британском аналитическом центре.